# Neuenhof (Eisenach)
Neuenhof is een dorp in de Duitse gemeente Eisenach in  Thüringen. De oudste vermelding van de naam is in een oorkonde uit 1405. In 1994 werd het dorp samengevoegd met de stad Eisenach.
Midden in het dorp ligt het  slot Neuenhof uit 1863. Op dezelfde plek, langs de Werra, stond eerder al een burcht.